# Lamrasla
Lamrasla  (in arabo لمراسلة‎?) è un centro abitato e comune rurale del Marocco situato nella provincia di Safi, regione di Marrakech-Safi. Conta una popolazione di 18 335 abitanti (censimento 2014).